# Laço de eventos
Em ciência da computação, um laço de eventos ou laço de mensagens é uma construção de programação que espera eventos e mensagens e as despacha num programa de computador. O mecanismo é um laço infinito que é bloqueado até que chegue um evento, que então é tratado (despachado). O mecanismo então é reiniciado. Quando presente, esta construção é frequentemente o controle de fluxo central do programa, podendo então ser chamada laço principal.
O laço de eventos pode ser considerado uma ferramenta para a comunicação entre processos, sendo uma implementação específica de sistemas que usam troca de mensagens.

## Alternativas
Existem diversas alternativas ao uso do laço de mensagens. Tradicionalmente, um programa pode simplesmente ser executado e terminar. Qualquer parâmetro é configurado antes da execução do algoritmo. Apesar de ter sido mais frequente no início da computação, essa técnica ainda é usada em alguns programas de linha de comando. Outra alternativa também usada por programas de linha de comando são menus. Ainda que a implementação interna possa usar um laço principal, essa técnica não é considerada como orientada a eventos.

## Uso
Devido a predominância das interfaces gráficas, a maioria das aplicações atuais apresentam um laço principal. A rotina obtenha_próxima_mensagem() é geralmente fornecida pelo sistema operacional, e bloqueia a thread até que a mensagem esteja disponível. Portanto, o processamento é feito somente quando necessário. Segue abaixo um pseudocódigo dum laço de eventos:
```
ROTINA principal
    inicializa()
    ENQUANTO VERDADEIRO # laço infinito
        mensagem ← obtenha_próxima_mensagem()
        SE mensagem = sair ENTÃO
            RETORNE
        FIMSE
        processa_mensagem(mensagem)
    FIMENQUANTO
FIMROTINA
```

## Interface de arquivo
Em Unix, a forma de tratamento de recursos como arquivos levou naturalmente a um laço de eventos baseado em arquivos. Ler e escrever arquivos, a comunicação entre processos, comunicação por redes e o controle de dispositivos Sào todos feitos através de E/S de arquivos, e a identificação do recurso é feita por um descritor de arquivo. As chamadas de sistema select e poll permitem que um conjunto de descritores e arquivo sejam monitorados quanto a mudança de estado, como para avisar a disponibilidade de escrita ou leitura.

### Tratamento de sinais
Uma das interfaces Unix que não são tratadas como arquivos são eventos assíncronos, sinais. Eles são recebidos por uma camada leve e limitada de software que é executada enquanto a tarefa está suspensa. Se um sinal é recebido e tratado enquanto a tarefa está bloqueada numa chamada select(), então select() retornará com o código de erro EINTR; se um sinal é recebido enquanto a tarefa está em processamento, então a tarefa será suspensa entre as instruções até que o sinal seja tratado.
Portanto, para que os sinais sejam tratados deve-se acionar uma indicação global, e o laço de eventos deve verificar essa indicação antes e após a execução da chamada select(); se estiver acionada, o sinal deve ser tratado da mesma forma que eventos em descritores de arquivos. Entretanto, isso gera uma condição de corrida: se o sinal é recebido imediatamente entre a verificação da indicação e a chamada de select(), então ele não será tratado até que select() retorne por qualquer outra razão (por exemplo, fechamento manual de recurso).

## Implementações

### Aplicações Windows
O sistema operacional Microsoft Windows requer a construção de um laço de eventos para processos que desejam interagir com utilizadores, a fim de responder aos eventos enviados pelo sistema. Eventos enviados pelo sistema operacionais variam desde interação com o usuário até tráfego de rede, processamento do sistema, cronômetro de atividade a comunicação entre processos, entre outros.
Uma das principais características da maioria das aplicações Win32 é a função WinMain, que invoca num laço a função GetMessage(). Após invocada, esta última é bloqueada até que uma mensagem (evento) é recebida. Após algum processamento opcional, a função DispatchMessage() é invocada, que despacha a mensagem ao destinatário correto, conhecido como WindowProc.
Versões mais recentes do Windows fornecem a garantia ao programador de que as mensagens serão enviadas ao laço de eventos da ordem em que foram recebidas pelo sistema e seus periféricos, o que relevante no desenvolvimento dum sistema multitarefa.

### X Window System
Aplicações X que usam a Xlib diretamente são construídas a partir do conjunto de funções XNextEvent; XNextEvent é bloqueada até que um evento chegue. O laço de eventos da Xlib trata somente dos eventos da interface gráfica. Apliacções que precisam esparar por outros arquivos e dispositivos devem construir seu próprio laço de eventos a partir de primitivas como ConnectionNumber, mas a prática comum é usar multitarefa. Entretanto, poucos programas usam a Xlib diretamente. Na maioria dos casos, ferramentas de interfaces gráficas baseadas na Xlib são usadas para suportar mais eventos.
Já o laço de eventos da Glib foi criado para ser usado em GTK+, mas passou a ser usado também em aplicações que não usam intefaces gráficas, como o D-Bus. Aplicações que são construídas a partir do laço de eventos da Glib incluem o GStreamer e os métodos de comunicação assíncrona do GnomeVFS.